# Lista wypadków śmiertelnych w motocyklowych mistrzostwach świata
Lista śmiertelnych wypadków w motocyklowych mistrzostwach świata – zawiera wszystkich motocyklistów, którzy ponieśli śmierć podczas weekendu wyścigowego MotoGP. Łącznie podczas wszystkich serii MMŚ zginęły 103 osoby, 71 podczas wyścigów.

## Lista
| Motocyklista        | Data wypadku | Wyścig                     | Klasa   | Tor                            | Motocykl        | Sesja   | Źródło        |
| ------------------- | ------------ | -------------------------- | ------- | ------------------------------ | --------------- | ------- | ------------- |
| Ben Drinkwater      | 13 VI 1949   | TT Wyspy Man 1949          | 350 cm3 | Snaefell Mountain Course       | Norton          | Wyścig  | [ 1 ]         |
| Edouard Bruylant    | 17 VII 1949  | GP Belgii 1949             | Sidecar | Circuit de Spa-Francorchamps   | Norton          | Wyścig  | [ 2 ]         |
| "Hurst"             | 17 VII 1949  | GP Belgii 1949             | Sidecar | Circuit de Spa-Francorchamps   | Norton          | Wyścig  | [ 2 ]         |
| David Whitworth     | 2 VII 1950   | GP Belgii 1950             | 350 cm3 | Circuit de Spa-Francorchamps   | Velocette       | Wyścig  | [ 3 ]         |
| John O'Driscoll     | 31 V 1951    | TT Wyspy Man 1951          | 350 cm3 | Snaefell Mountain Course       | Rudge           | Trening | [ 4 ]         |
| John Wenman         | 4 VI 1951    | TT Wyspy Man 1951          | 350 cm3 | Snaefell Mountain Course       | Norton          | Wyścig  | [ 5 ]         |
| Chris Horn          | 8 VI 1951    | TT Wyspy Man 1951          | 500 cm3 | Snaefell Mountain Course       | Norton          | Wyścig  | [ 6 ]         |
| Dario Ambrosini     | 14 VII 1951  | GP Francji 1951            | 250 cm3 | Circuit d'Albi                 | Benelli         | Trening | [ 7 ]         |
| Sante Geminiani     | 15 VIII 1951 | GP Ulsteru 1951            | 250 cm3 | Clady Circuit                  | Moto Guzzi      | Trening | [ 7 ]         |
| Gianni Leoni        | 15 VIII 1951 | GP Ulsteru 1951            | 250 cm3 | Clady Circuit                  | Moto Guzzi      | Trening | [ 7 ]         |
| Dave Bennett        | 18 V 1952    | GP Szwajcarii 1952         | 500 cm3 | Circuit Bremgarten             | Norton          | Wyścig  | [ 8 ]         |
| Ercole Frigerio     | 18 V 1952    | GP Szwajcarii 1952         | Sidecar | Circuit Bremgarten             | Gilera          | Wyścig  | [ 8 ]         |
| Frank Fry           | 4 VI 1952    | TT Wyspy Man 1952          | 500 cm3 | Snaefell Mountain Course       | Norton          | Trening | [ 8 ]         |
| Norman Stewart      | 16 VIII 1952 | GP Ulsteru 1952            | 350 cm3 | Clady Circuit                  | Norton          | Wyścig  | [ 9 ]         |
| Harry Stephen       | 8 VI 1953    | TT Wyspy Man 1953          | 350 cm3 | Snaefell Mountain Course       | Norton          | Wyścig  | [ 10 ]        |
| Thomas Swarbrick    | 8 VI 1953    | TT Wyspy Man 1953          | 350 cm3 | Snaefell Mountain Course       | AJS             | Wyścig  | [ 10 ]        |
| Leslie Graham       | 12 VI 1953   | TT Wyspy Man 1953          | 500 cm3 | Snaefell Mountain Course       | MV Agusta       | Wyścig  | [ 10 ]        |
| Geoffrey Walker     | 12 VI 1953   | TT Wyspy Man 1953          | 500 cm3 | Snaefell Mountain Course       | Norton          | Wyścig  | [ 10 ]        |
| Ernie Ring          | 5 VII 1953   | GP Belgii 1953             | 500 cm3 | Circuit de Spa-Francorchamps   | AJS             | Wyścig  | [ 10 ]        |
| Simon Sandys-Winsch | 18 VI 1954   | TT Wyspy Man 1954          | 500 cm3 | Snaefell Mountain Course       | Velocette       | Wyścig  | [ 11 ]        |
| Gordon Laing        | 4 VII 1954   | GP Belgii 1954             | 350 cm3 | Circuit de Spa-Francorchamps   | Norton          | Wyścig  | [ 12 ]        |
| Dennis Lashmar      | 25 VII 1954  | GP Niemiec 1954            | 500 cm3 | Solitudering                   | BSA             | Wyścig  | [ 13 ]        |
| Rupert Hollaus      | 11 IX 1954   | GP Narodów 1954            | 125 cm3 | Autodromo Nazionale Monza      | NSU             | Trening | [ 14 ]        |
| Ricardo Galvagni    | 25 VI 1955   | GP Niemiec 1955            | 500 cm3 | Nürburgring                    | Norton          | Trening | [ 15 ]        |
| Julian Crossley     | 11 VIII 1955 | GP Ulsteru 1955            | 350 cm3 | Dundrod Circuit                | Norton          | Wyścig  | [ 15 ]        |
| Derek Ennett        | 9 VIII 1956  | GP Ulsteru 1956            | 350 cm3 | Dundrod Circuit                | Moto Guzzi      | Wyścig  | [ 16 ]        |
| Charlie Salt        | 7 VI 1957    | TT Wyspy Man 1957          | 500 cm3 | Snaefell Mountain Course       | BSA             | Wyścig  | [ 17 ]        |
| Josef Knebel        | 28 VI 1957   | Holenderskie TT 1957       | Sidecar | TT Circuit Assen               | BMW             | Trening | [ 18 ]        |
| Roberto Colombo     | 6 VII 1957   | GP Belgii 1957             | 350 cm3 | Circuit de Spa-Francorchamps   | MV Agusta       | Trening | [ 19 ]        |
| John Antram         | 26 V 1958    | TT Wyspy Man 1958          |         | Snaefell Mountain Course       | AJS             | Trening | [ 20 ]        |
| Des Wolff           | 6 VI 1958    | TT Wyspy Man 1958          | 500 cm3 | Snaefell Mountain Course       | Norton          | Wyścig  | [ 21 ]        |
| Adolfo Covi         | 6 IX 1959    | GP Narodów 1959            | 500 cm3 | Autodromo Nazionale Monza      | Norton          | Wyścig  | [ 22 ]        |
| Peter Ferbrache     | 25 VI 1960   | Holenderskie TT 1960       | 350 cm3 | TT Circuit Assen               | AJS             | Wyścig  | [ 23 ]        |
| Bob Brown           | 24 VII 1960  | GP Niemiec 1960            | 250 cm3 | Solitudering                   | Honda           | Trening | [ 23 ]        |
| Mike Brookes        | 10 VI 1961   | TT Wyspy Man 1961          | 500 cm3 | Snaefell Mountain Course       | Norton          | Trening | [ 24 ]        |
| Marie Lambert       | 12 VI 1961   | TT Wyspy Man 1961          | Sidecar | Snaefell Mountain Course       | BMW             | Wyścig  | [ 25 ]        |
| Ralph Rensen        | 16 VI 1961   | TT Wyspy Man 1961          | 500 cm3 | Snaefell Mountain Course       | Norton          | Wyścig  | [ 26 ]        |
| Ron Miles           | 9 VIII 1961  | GP Ulsteru 1961            | 350 cm3 | Dundrod Circuit                | Norton          | Trening | [ 27 ]        |
| Tom Phillis         | 6 VI 1962    | TT Wyspy Man 1962          | 350 cm3 | Snaefell Mountain Course       | Honda           | Wyścig  | [ 28 ]        |
| Colin Meehan        | 6 VI 1962    | TT Wyspy Man 1962          | 350 cm3 | Snaefell Mountain Course       | AJS             | Wyścig  | [ 28 ]        |
| Hans Schuld         | 29 VI 1962   | Holenderskie TT 1962       | 250 cm3 | TT Circuit Assen               | NSU             | Trening | [ 29 ]        |
| Marcelin Herranz    | 1 VI 1963    | GP Francji 1963            | 250 cm3 | Charade Circuit                | Moto Morini     | Trening | [ 30 ]        |
| Brian Cockrell      | 2 VI 1964    | TT Wyspy Man 1964          | Sidecar | Snaefell Mountain Course       | Norton          | Trening | [ 31 ]        |
| Peter Essery        | 8 VI 1964    | TT Wyspy Man 1964          | Sidecar | Snaefell Mountain Course       | Matchless       | Wyścig  | [ 32 ]        |
| Roland Föll         | 26 VI 1964   | Holenderskie TT 1964       | 125 cm3 | TT Circuit Assen               | Honda           | Trening | [ 33 ]        |
| Karl Recktenwald    | 19 VII 1964  | GP Niemiec 1964            | 500 cm3 | Solitudering                   | Norton          | Wyścig  | [ 34 ]        |
| Vernon Cottle       | 29 VIII 1964 | GP Finlandii 1964          | 350 cm3 | Imatra Circuit                 | AJS             | Wyścig  | [ 35 ]        |
| Norman Huntingford  | 25 VI 1966   | Holenderskie TT 1966       | Sidecar | TT Circuit Assen               | Matchless       | Wyścig  | [ 36 ]        |
| Toshio Fujii        | 26 VIII 1966 | TT Wyspy Man 1966          | 125 cm3 | Snaefell Mountain Course       | Kawasaki        | Trening | [ 37 ]        |
| Brian Duffy         | 28 VIII 1966 | TT Wyspy Man 1966          | 250 cm3 | Snaefell Mountain Course       | Yamaha          | Wyścig  | [ 38 ]        |
| Alfred Shaw         | 10 VI 1967   | TT Wyspy Man 1967          | 500 cm3 | Snaefell Mountain Course       | Norton          | Trening | [ 39 ]        |
| Werner Daubitz      | 16 VII 1967  | GP Niemiec Wschodnich 1967 |         | Sachsenring                    | MZ              | Trening | [ 40 ]        |
| Ian Veitch          | 10 VI 1968   | TT Wyspy Man 1968          | 250 cm3 | Snaefell Mountain Course       | Kawasaki        | Wyścig  | [ 41 ]        |
| Johann Attenberger  | 7 VII 1968   | GP Belgii 1968             | Sidecar | Circuit de Spa-Francorchamps   | BMW             | Wyścig  | [ 42 ]        |
| Josef Schillinger   | 7 VII 1968   | GP Belgii 1968             | Sidecar | Circuit de Spa-Francorchamps   | BMW             | Wyścig  | [ 42 ]        |
| Rolf Schmid         | 13 X 1968    | GP Hockenheim 1968         | Sidecar | Hockenheimring                 | BMW             | Wyścig  | [ 44 ]        |
| Arthur Lavington    | 6 VI 1969    | TT Wyspy Man 1969          | 350 cm3 | Snaefell Mountain Course       | Velocette       | Trening | [ 45 ]        |
| Bill Ivy            | 12 VII 1969  | GP Niemiec Wschodnich 1969 | 350 cm3 | Sachsenring                    | Jawa            | Trening | [ 46 ]        |
| František Boček     | 20 VII 1969  | GP Czechosłowacji 1969     | 350 cm3 | Brno Circuit                   | Jawa            | Wyścig  | [ 47 ]        |
| Robin Fitton        | 2 V 1970     | GP Niemiec 1970            | 350 cm3 | Nürburgring                    | Norton          | Trening | [ 48 ]        |
| Les Iles            | 1 VI 1970    | TT Wyspy Man 1970          | 125 cm3 | Snaefell Mountain Course       | Bultaco         | Trening | [ 49 ]        |
| Michael Collins     | 3 VI 1970    | TT Wyspy Man 1970          | 500 cm3 | Snaefell Mountain Course       | Seeley          | Trening | [ 50 ]        |
| Dennis Blower       | 3 VI 1970    | TT Wyspy Man 1970          | Sidecar | Snaefell Mountain Course       | BSA             | Trening | [ 51 ]        |
| Santiago Herrero    | 8 VI 1970    | TT Wyspy Man 1970          | 250 cm3 | Snaefell Mountain Course       | Ossa            | Wyścig  | [ 52 ]        |
| John Wetherall      | 12 VI 1970   | TT Wyspy Man 1970          | 500 cm3 | Snaefell Mountain Course       | Norton          | Wyścig  | [ 53 ]        |
| Brian Steenson      | 12 VI 1970   | TT Wyspy Man 1970          | 500 cm3 | Snaefell Mountain Course       | Seeley          | Wyścig  | [ 54 ]        |
| Maurice Jeffery     | 12 VI 1971   | TT Wyspy Man 1971          | 500 cm3 | Snaefell Mountain Course       | Norton          | Wyścig  | [ 55 ]        |
| Christian Ravel     | 4 VII 1971   | GP Belgii 1971             | 500 cm3 | Circuit de Spa-Francorchamps   | Kawasaki        | Wyścig  | [ 56 ]        |
| Günter Bartusch     | 8 VII 1971   | GP Niemiec Wschodnich 1971 | 350 cm3 | Sachsenring                    | MZ              | Trening | [ 57 ]        |
| Gilberto Parlotti   | 9 VI 1972    | TT Wyspy Man 1972          | 125 cm3 | Snaefell Mountain Course       | Morbidelli      | Wyścig  | [ 58 ]        |
| Hans-Jürgen Cusnik  | 16 VII 1972  | GP Czechosłowacji 1972     | Sidecar | Brno Circuit                   | BMW             | Wyścig  | [ 59 ]        |
| Renzo Pasolini      | 20 V 1973    | GP Narodów 1973            | 250 cm3 | Autodromo Nazionale Monza      | Harley-Davidson | Wyścig  | [ 60 ]        |
| Jarno Saarinen      | 20 V 1973    | GP Narodów 1973            | 250 cm3 | Autodromo Nazionale Monza      | Yamaha          | Wyścig  | [ 60 ]        |
| Billie Nelson       | 8 IX 1974    | GP Jugosławii 1974         | 250 cm3 | Opatija Circuit                | Yamaha          | Wyścig  | [ 61 ]        |
| Phil Gurner         | 4 VI 1975    | TT Wyspy Man 1975          | 500 cm3 | Snaefell Mountain Course       | Yamaha          | Wyścig  | [ 62 ]        |
| Rolf Thiele         | 28 VI 1975   | Holenderskie TT 1975       | 250 cm3 | TT Circuit Assen               | Yamaha          | Wyścig  | [ 63 ]        |
| Paolo Tordi         | 16 V 1976    | GP Narodów 1976            | 350 cm3 | Mugello Circuit                | Yamaha          | Wyścig  | [ 64 ]        |
| Otello Buscherini   | 16 V 1976    | GP Narodów 1976            | 250 cm3 | Mugello Circuit                | Yamaha          | Wyścig  | [ 65 ]        |
| Walter Wörner       | 7 VI 1976    | TT Wyspy Man 1976          | Sidecar | Snaefell Mountain Course       | Yamaha          | Wyścig  | [ 66 ]        |
| Les Kenny           | 12 VI 1976   | TT Wyspy Man 1976          | 250 cm3 | Snaefell Mountain Course       | Yamaha          | Wyścig  | [ 67 ]        |
| Hans Stadelmann     | 1 V 1977     | GP Austrii 1977            | 350 cm3 | Salzburgring                   | Yamaha          | Wyścig  | [ 68 ]        |
| Giovanni Ziggiotto  | 18 VI 1977   | GP Jugosławii 1977         | 250 cm3 | Opatija Circuit                | Yamaha          | Trening | [ 69 ]        |
| Ulrich Graf         | 19 VI 1977   | GP Jugosławii 1977         | 50 cm3  | Opatija Circuit                | Kreidler        | Wyścig  | [ 70 ]        |
| Patrick Pons        | 10 VIII 1980 | GP Wielkiej Brytanii 1980  | 500 cm3 | Silverstone Circuit            | Yamaha          | Wyścig  | [ 71 ]        |
| Malcolm White       | 10 VIII 1980 | GP Wielkiej Brytanii 1980  | Sidecar | Silverstone Circuit            |                 | Wyścig  | [ 72 ]        |
| Michel Rougerie     | 31 V 1981    | GP Jugosławii 1981         | 350 cm3 | Automotodrom Grobnik           | Chevallier      | Wyścig  | [ 73 ]        |
| Sauro Pazzaglia     | 11 VII 1981  | GP San Marino 1981         | 250 cm3 | Autodromo Enzo e Dino Ferrari  | MBA             | Trening | [ 74 ]        |
| Alain Béraud        | 30 VIII 1982 | GP Czechosłowacji 1982     | 250 cm3 | Brno Circuit                   | Yamaha          | Wyścig  | [ 75 ]        |
| Jock Taylor         | 15 VIII 1982 | GP Finlandii 1982          | Sidecar | Imatra Circuit                 | Windle          | Wyścig  | [ 76 ]        |
| Iwao Ishikawa       | 29 III 1983  | GP Francji 1983            | 500 cm3 | Bugatti Circuit                | Suzuki          | Trening | [ 77 ]        |
| Michel Frutschi     | 3 IV 1983    | GP Francji 1983            | 500 cm3 | Bugatti Circuit                | Honda           | Wyścig  | [ 77 ]        |
| Rolf Rüttimann      | 12 VI 1983   | GP Jugosławii 1983         | 125 cm3 | Automotodrom Grobnik           |                 | Wyścig  | [ 78 ]        |
| Norman Brown        | 31 VII 1983  | GP Wielkiej Brytanii 1983  | 500 cm3 | Silverstone Circuit            | Suzuki          | Wyścig  | [ 79 ]        |
| Peter Huber         | 31 VII 1983  | GP Wielkiej Brytanii 1983  | 500 cm3 | Silverstone Circuit            | Suzuki          | Wyścig  | [ 79 ]        |
| Kevin Wrettom       | 7 VII 1984   | GP Belgii 1984             | 500 cm3 | Circuit de Spa-Francorchamps   | Suzuki          | Trening | [ 80 ]        |
| Alfred Heck         | 21 VII 1988  | GP Francji 1988            | Sidecar | Circuit Paul Ricard            | LCR             | Trening | [ 81 ]        |
| Iván Palazzese      | 28 V 1989    | GP Niemiec 1989            | 250 cm3 | Hockenheimring                 | Aprilia         | Wyścig  | [ 82 ]        |
| Nobuyuki Wakai      | 1 V 1993     | GP Hiszpanii 1993          | 250 cm3 | Circuito de Jerez              | Suzuki          | Trening | [ 83 ]        |
| Simon Prior         | 12 VI 1994   | GP Niemiec 1994            | Sidecar | Hockenheimring                 | LCR             | Wyścig  | [ 84 ] [ 85 ] |
| Daijiro Kato        | 6 IV 2003    | GP Japonii 2003            | MotoGP  | Suzuka Circuit                 | Honda           | Wyścig  | [ 86 ]        |
| Shoya Tomizawa      | 5 IX 2010    | GP San Marino 2010         | Moto2   | Misano Circuit                 | Suter           | Wyścig  | [ 87 ]        |
| Marco Simoncelli    | 23 X 2011    | GP Malezji 2011            | MotoGP  | Sepang International Circuit   | Honda           | Wyścig  | [ 88 ]        |
| Luis Salom          | 3 VI 2016    | GP Katalonii 2016          | Moto2   | Circuit de Barcelona-Catalunya | Kalex           | Trening | [ 89 ] [ 90 ] |

## Według torów
- 36:  Snaefell Mountain Course
- 10:  Circuit de Spa-Francorchamps
- 7:  TT Circuit Assen
- 4:  Autodromo Nazionale Monza,  Silverstone Circuit
- 3:  Clady Circuit,  Solitudering,  Dundrod Circuit,  Masaryk Circuit,  Hockenheimring,  Sachsenring,  Opatija Circuit
- 2:  Circuit Bremgarten,  Nürburgring,  Imatra Circuit,  Mugello Circuit,  Automotodrom Grobnik,  Bugatti Circuit
- 1:  Circuit d'Albi,  Charade Circuit,  Salzburgring,  Imola,  Circuit Paul Ricard,  Circuito de Jerez,  Suzuka Circuit,  Misano Circuit,  Sepang International Circuit,  Circuit de Barcelona-Catalunya

## Według pięcioletnich okresów istnienia serii
| Lata      | Ofiary | GP  | Of./GP |
| --------- | ------ | --- | ------ |
| 1949-1953 | 19     | 37  | 0,514  |
| 1954-1958 | 12     | 36  | 0,333  |
| 1959-1963 | 11     | 49  | 0,224  |
| 1964-1968 | 14     | 60  | 0,233  |
| 1969-1973 | 17     | 61  | 0,279  |
| 1974-1978 | 10     | 62  | 0,161  |
| 1979-1983 | 11     | 63  | 0,175  |
| 1984-1988 | 2      | 66  | 0,030  |
| 1989-1993 | 2      | 72  | 0,028  |
| 1994-1998 | 1      | 71  | 0,014  |
| 1999-2003 | 1      | 80  | 0,013  |
| 2004-2008 | 0      | 86  | 0,000  |
| 2009-2013 | 2      | 89  | 0,022  |
| 2014-2018 | 1      | 45  | 0,022  |
| RAZEM     | 103    | 877 | 0,117  |